# Aurora Fuster Gallardo
Aurora Fuster Gallardo (Málaga 1884-1907), fue una autora teatral española nacida en España.

## Biografía
Carente de formación e instrucción alguna, quedan notas de su carácter inconformista y rebelde que la llevaron a más de un altercado con los empresarios teatrales, pues era “una autora independiente y poco dada al trato social”. 
Su vida personal estuvo marcada por la tragedia, pues casada con el escritor José Antonio de Torres, contrajo segundas nupcias con el también escritor teatral Carlos Crouselles, con quien viajó a América en 1907. Ese mismo año fue asesinada por su marido, quien a su vez acabó suicidándose.

## Obra
- Querer y deber en 1897. Se conoce que con 13 años se dedicó al teatro, cuando publicó su primera obra.
- Antes mártir que traidor. Animada y apadrinada por el abogado y escritor local Narciso Díaz de Escovar, más tarde se presentó Aurora Fuster ante el empresario teatral José Cepillo para que le representase su nuevo drama, quien opinaba así de la escritora: «Esta niña tiene intuición artística. Ésta llegará.»
- Aurora. Poco tiempo después, Aurora Fuster presentó a Narciso Díaz de Escovar otro drama, quien recordaría así a la joven promesa: «Aún me parece ver a la bella joven, leyendo su drama y despertando entusiasmos. Me parece ver aquellos ojos y ondulante reflejando sus impresiones...».
- El cornetín de órdenes. Su última obra es un juguete cómico estrenado en Málaga con gran éxito en 1898.

- Datos: Q5712108